# Секстант
Тази статия се отнася за измервателния инструмент. За едноименното съзвездие вижте Секстант (съзвездие)
Секстант е уред за измерване на ъгъла между Слънцето или някоя звезда и точка от хоризонта или за измерване на хоризонтален ъгъл между два обекта (най-често навигационни ориентири). Името произлиза от латинската дума за „една шеста“ - sextāns, тъй като скалата на секстанта е с дължина една шеста от кръга - 60 градуса. С него обаче могат да се измерват ъгли до 120 градуса.
Сър Исак Нютон (1643-1727) измисля принципа на работа на навигационен инструмент с двойно отражение на лъчите и изготвя скици на октант, които обаче остават непубликувани до 1742 г. Двама мъже независимо и почти едновременно разработват октанти около 1730 година: английският математик Джон Хедли (1682-1744) и Томас Годфри (1704-1749), притежател на оптика във Филаделфия. Октантите изместват използваните дотогава инструменти, но се оказва, че при някои методи за навигация максимално измерваният от тях ъгъл от 90° не е достатъчен, затова се налага появата на уред с по-голяма скала – секстантът. Английският астроном Джон Бърд създава първият подобен секстант през 1757 година.

## Приложение
Секстантът се използва предимно като навигационен инструмент за определяне на географските координати на наблюдателя чрез измерване на ъгловата височина на различни небесни тела (Слънцето и някои звезди) в даден момент (астрономическа навигация). В миналото е използван широко в корабоплаването, но след появата на по-модерни методи за навигация (включително GPS), на секстанта е отредена ролята на запасен инструмент, който не се нуждае от електричество.